# Imperium miłości
Imperium miłości (tur. Kurt Seyit ve Şura, 2014) – turecki serial kostiumowy zrealizowany według powieści Nermin Bezmen pod tym samym tytułem. Emitowany premierowo w Turcji od 4 marca do 20 listopada 2014 na kanale Star TV. W Polsce serial był emitowany od 31 sierpnia do 2 listopada 2015 na antenie TVP2.

## Fabuła
Akcja serialu rozgrywa się w początkach XX wieku i opowiada o losach dwóch bogatych rodzin: tatarskiej i rosyjskiej. Oficer armii carskiej – porucznik Kurt Seyit Eminow podczas balu w Piotrogrodzie poznaje piękną Aleksandrę „Szurę” Wierżeńską pochodzącą z szanowanej rodziny rosyjskiej. Oboje zakochują się w sobie od pierwszego wejrzenia, ale przeszkodą do ich szczęścia stają się obie rodziny – Eminowowie i Wierżeńscy. Rodzina Kurta chce, aby poślubił on kobietę z tureckiego rodu, a rodzice Szury chcą wydać ją za Rosjanina. Tymczasem wybucha I wojna światowa, a następnie rewolucja – zarówno w Rosji, jak w Turcji.
Wiosną 1917 roku w imperium cesarza Mikołaja II wybuchają zamieszki na coraz większą skalę, co stwarza zagrożenie dla białogwardyjskich oficerów ze strony bolszewików. Bohaterowie zmuszeni są ukrywać się, dla ocalenia siebie i swych najbliższych. Rewolucja doprowadza do abdykacji cara Mikołaja II. Kurt Eminow i Szura Wierżeńska wyjeżdżają do Ałuszty na Krymie.

## Emisja w Polsce
Oryginalne tureckie odcinki, których jest 21, zostały na potrzeby polskiej emisji podzielone i przemontowane na odcinki 45-minutowe. Powstało ich 46. Odcinki tureckie trwały zazwyczaj około 100 minut. Polskim lektorem był Paweł Straszewski.

## Spis serii
| Seria | Liczba odcinków | Premierowa emisja | Premierowa emisja | Premierowa emisja | Premierowa emisja | Liczba odcinków | Liczba odcinków |
| Seria | Liczba odcinków | Rozpoczęcie       | Zakończenie       | Rozpoczęcie       | Zakończenie       | Oryginalnie     | Polska          |
| ----- | --------------- | ----------------- | ----------------- | ----------------- | ----------------- | --------------- | --------------- |
| 1     | 13              | 4 marca 2014      | 10 czerwca 2014   | 31 sierpnia 2015  | 2 listopada 2015  | 1–13            | 1–46            |
| 2     | 8               | 23 września 2014  | 20 listopada 2014 | 31 sierpnia 2015  | 2 listopada 2015  | 14–21           | 1–46            |

## Obsada
- Kıvanç Tatlıtuğ jako Kurt Seyit Eminow
- Farah Zeynep Abdullah jako Aleksandra „Szura” Wierżeńska
- Fahriye Evcen jako Mürvet (Murka)
- Birkan Sokullu jako Petro Boriński
- Ushan Çakır jako Celil Kamiłow
- Seda Güven jako Walentina „Tina” Wierżeńska
- Tuğçe Karabacak jako Nina Wierżeńska
- Elçin Sangu jako Güzide
- Aslı Orcan jako baronowa Lola Polańska
- Doğu Alpan jako Władimir Sawitkow
- Berk Erçer jako Misza Sorokin
- Demet Özdemir jako Alina „Alia” Sokołowa
- Melisa Aslı Pamuk jako Aisza
- Serdar Gökhan jako Mirza Mehmet Eminow
- Şefika Tolun jako Zahide Eminowa
- Oral Özer jako Mahmut Eminow
- Sümeyra Koç jako Havva Eminowa
- Barış Alpaykut jako Osman Eminow
- Sacide Taşaner jako Binnaz
- Cem Bender jako Billy
- Osman Alkaş jako Ali
- Tolga Savacı jako Ahmet Yahya